# Longplay (computerspelterm)
Een longplay is een video-opname van een computerspel waarbij het spel geheel wordt doorlopen tot aan het eind. Het doel hiervan is hoofdzakelijk voor nostalgie, preservatie, en mogelijk ook als walkthrough.
Een longplay wordt gespeeld zonder commentaar. Een karakteristiek element is dat er geen snelle routes worden genomen naar het eind, het computerspel wordt helemaal gespeeld, maar saaie gedeeltes kunnen ingekort worden. Daarnaast worden meestal eventuele zijmissies overgeslagen.

## Geschiedenis
De term 'longplay' werd eind jaren 1980 voor het eerst gebruikt in het Duitse computertijdschrift 64'er - Das Magazin für Computerfans. Elke editie van 1989 tot 1994 bevat een sectie waarin een walkthrough werd beschreven in detail. Dit waren de gedrukte voorlopers van de latere video-opnames.
In 2002 startte de Duitser Reinhard Klinksiek een project waarin hij klassieke computerspellen wilde preserveren door deze op te nemen, en te delen via het internet. Na meer dan 600 longplay-opnames werd de term overgenomen door de game-gemeenschap.

## Opname
De opnames van een longplay worden op verschillende manieren gegenereerd:
- via screencast-software, waarbij het beeld van de monitor wordt opgeslagen naar een videobestand
- met een emulator, waarbij het oorspronkelijke spel wordt nagebootst via software
- video capture, waarbij een analoog beeldsignaal wordt omgezet naar een digitaal beeld

Door de opkomende populariteit van videosites werden longplays ook vaker bekeken en geüpload. Met het krachtiger worden van computers werd het mogelijk om computerspellen in steeds hogere kwaliteit op te nemen en te delen via het internet.